# Districtul Ouzera
Ouzera este un district din provincia Médéa, Algeria.